# Behaviorismo metodológico
O Behaviorismo Metodológico, atribuido a John B. Watson, surgiu em oposição à introspecção e ao mentalismo. Watson argumentava que qualquer observador pode medir objetivamente o comportamento publicamente observável justamente porque, diferentemente dos processos cognitivos, que são privados, o comportamento é público. Duas pessoas podem observar o mesmo comportamento - por exemplo, um rato virando à direita num labirinto - e concordar com o que observam. Em seu manifesto de 1913, afirmou: "A psicologia, como um behaviorista à vê, é um ramo puramente objetivo da Ciência Natural. Seu objetivo teórico é a previsão e o controle do comportamento. A introspecção não é parte essencial de seu métodos [...] o behaviorista, em seus esforços para conseguir um esquema unitário das respostas animais, não reconhece uma linha divisória entre homem e besta." (1913, p. 1, colchetes adicionados).

## Hábito e hereditariedade
Watson não negava o papel da hereditariedade sobre o condicionamento dos organismos. Pelo contrário, alicerçou a construção de seu behaviorismo sobre o que para ele eram fatos, hereditariedade e hábitos:
"A psicologia que eu devo tentar construir tomaria como ponto de partida, primeiro, o fato observável que organismos, como homem e animal, realmente ajustam-se ao seu ambiente por meio de equipamentos [tais como] hereditariedade e hábito. Esses ajustamentos podem ser muito adequados ou podem ser tão inadequados que o organismo mal mantém sua existência; segundo, que certos estímulos guiam os organismos a realizar as respostas." (p. 167).
Em seguida, tomando seu trabalho com pássaros como exemplo ele prossegue:
"Para entender mais completamente a relação entre o que era hábito e o que era hereditariedade naquelas respostas, eu peguei pássaros jovens e os criei. Desta maneira, eu fui capaz de estudar a ordem de aparecimento dos ajustamentos de hereditariedade e sua complexidade, e em seguida o início da formação do hábito." (p. 167)  
Ou seja, para Watson os organismos não apenas possuem um equipamento que assegura a hereditariedade, para ele é tarefa do behaviorista separar o efeito da hereditariedade (genético) do efeito do hábito (condicionamento).
Watson arguia que toda atividade humana era condicionada e é condicionável, a despeito da variação na constituição genética.[carece de fontes?]

## Consciência
Watson arguia que não existe uma coisa chamada consciência,[carece de fontes?] a definindo como uma ficção explanatória.[carece de fontes?]

## Criticismo
Watson era um escritor popular e persuasivo. Ainda assim, a ênfase de Watson sobre o condicionamento foi considerada extrema, até mesmo na época. Burrhus Frederic Skinner critica Watson pela sua negação das características genéticas,[carece de fontes?] assim como pela sua tendência a generalizar, sem base em dados reais. B. F. Skinner, a despeito de tais críticas, nunca se referiu diretamente a J. B. Watson como um "behaviorista metodológico" ou "behaviorista meramente metodológico".